# Fürstenfeldbruck
Fürstenfeldbruck este un oraș din districtul Fürstenfeldbruck, regiunea administrativă Bavaria Superioară, landul Bavaria, Germania.

## Monumente
- Mănăstirea Fürstenfeld⁠(de)[traduceți], mănăstire cisterciană din anul 1263, secularizată în anul 1803.
- Teiul Edignei